# Route 490 (Nouveau-Brunswick)
Pour les articles homonymes, voir Route 490.
La route 490 est une route locale du Nouveau-Brunswick située dans le sud-est de la province, au nord de Moncton. Elle mesure 57,6 kilomètres, et traverse une région principalement agricole. De plus, elle est pavée sur toute sa longueur.

## Tracé
La 490 débute à la limite nord de la ville de Moncton, comme la suite du chemin McLaughlin. Elle se dirige vers le nord-nord-ouest pendant 8 kilomètres, jusqu'à McQuade, où elle tourne légèrement vers la gauche. Elle est ensuite une ligne droite, longue de plus de 30 kilomètres. Dans cette section, elle traverse Gladeside, McLean Settlement et Pine Ridge. De plus, elle croise plusieurs routes locales dans cette section.
Elle forme ensuite un court multiplex avec la route 510, puis elle traverse la rivière Richibucto. Elle se termine environ 3 kilomètres au nord, à Bass River, sur la route 116. 

## Intersections principales
| Route 490                            |                   |    |                                                                |                                |
| Comté                                | Location          | km | Intersection/Destinations                                      | Notes                          |
| Comté de Westmorland                 | Irishtown         | 0  | Limite de Moncton; Chemin McLaughlin sud, Moncton centre-ville | extrémité sud de la 490        |
| Comté de Kent                        | Sweeyneyville     | 21 | R-485 ouest, Légerville, Canaan                                |                                |
| Comté de Kent                        | McLean Settlement | 25 | R-515 est, Sainte-Marie-de-Kent, Bouctouche                    | début du multiplex avec la 515 |
| Comté de Kent                        | McLean Settlement | 26 | R-515 ouest, Saint-Paul                                        | fin du multiplex avec la 515   |
| Comté de Kent                        | Pine Ridge        | 39 | R-470, Fords Mills, Rexton                                     |                                |
| Comté de Kent                        | Browns Yard       | 43 | R-510 ouest, Fords Mills                                       | début du multiplex avec la 510 |
| Comté de Kent                        | Browns Yard       | 44 | R-510 est, Targettville, Mundleville                           | fin du multiplex avec la 510   |
| Comté de Kent                        | Browns Yard       | 45 | Traverse de la rivière Richibucto                              |                                |
| Comté de Kent                        | Bass River        | 49 | R-116, Harcourt, Richibucto                                    | extrémité nord de la 490       |
| Vert: multiplex // Bleu: cours d'eau |                   |    |                                                                |                                |